# Église du Mont-Carmel du djebel Trozza
L’église du Mont-Carmel du djebel Trozza, située dans sur le territoire de la municipalité d’El Alâa en Tunisie, est une église catholique bâtie en 1912 à l’époque du protectorat français. Édifiée à l’attention des ouvriers européens de la mine de Djebel Trozza, elle est fermée lors de l’arrêt de l’exploitation du gisement à la fin des années 1930. Elle est actuellement en ruines.

## Historique de la mine et de son église
La région est complètement déserte lorsque des prospecteurs découvrent un gisement de plomb et de zinc au pied du djebel Trozza. Une concession de 855 hectares est alors demandée et concédée par le décret beylical du 22 août 1907 au Syndicat de la mine du Djebel-Trozza. Le gisement est prometteur. On estime ses réserves à 50 000 tonnes d’un minerai comprenant du carbonate de plomb, de la galène et de la calamine. Sa teneur en plomb est estimée entre 50 et 60 %.
À l’initiative du directeur de la mine, François Portelli, tout un village est bientôt créé autour des installations d’extractions où travaillent un millier de personnes. À côté des maisons des ouvriers européens et des administrateurs, on trouve un poste de police, une poste, une école, une pharmacie, une infirmerie et un économat. Quant aux ouvriers kabyles et tripolitains, ils vivent dans des villages de « gourbis » à l’écart du village européen. Bientôt des galeries s’enfoncent au cœur de la montagne d’où est extrait le précieux minerai qui est ensuite convoyé en charrette jusqu’à la gare de Hajeb El Ayoun, d’où il est évacué en train jusqu’au port de Sousse.
Les biens spirituels ne sont pas oubliés par les dirigeants de la mine puisqu’une église dédiée au Mont Carmel est construite en 1912. Pour dire les messes, un aumônier est recruté et directement rétribué par le directeur de la mine. En 1924, un prêtre de la paroisse de Kairouan dont dépend cette annexe se rend sur place. Il y donne la communion à soixante chrétiens dont 22 adultes.
La mine connaît son âge d’or dans les années 1920. La production passe de 3 200 tonnes de plomb en 1919 à 3 810 en 1923, 4 161 en 1924 et 4 491 en 1925. La production décroît par la suite pour ne plus atteindre que 3 339 tonnes en 1928, à la suite de la baisse des cours et de la difficulté de recrutement de la main d’œuvre. La crise économique des années 1930 porte le coup de grâce à la mine et l’absence de débouchés en Tunisie rend l’exploitation très sensible au commerce mondial. L’exploitation est donc arrêtée. Des incitations fiscales gouvernementales relancent l’activité en 1935 mais la mine disparaît des statistiques à la fin de la Seconde Guerre mondiale.
La ville et son église sont abandonnées. Il n’en reste plus qu’un champ de ruines.

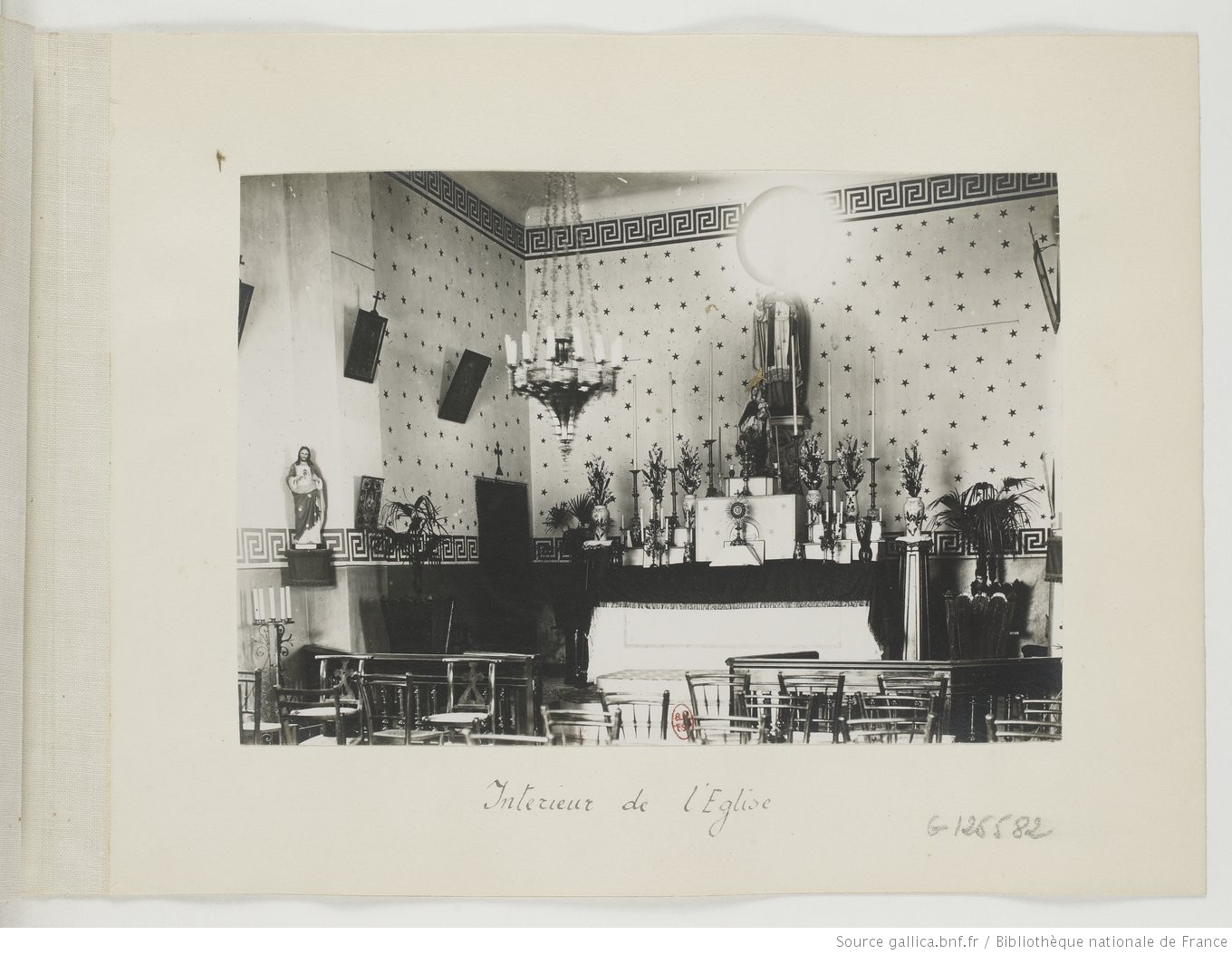
Intérieur de l’église
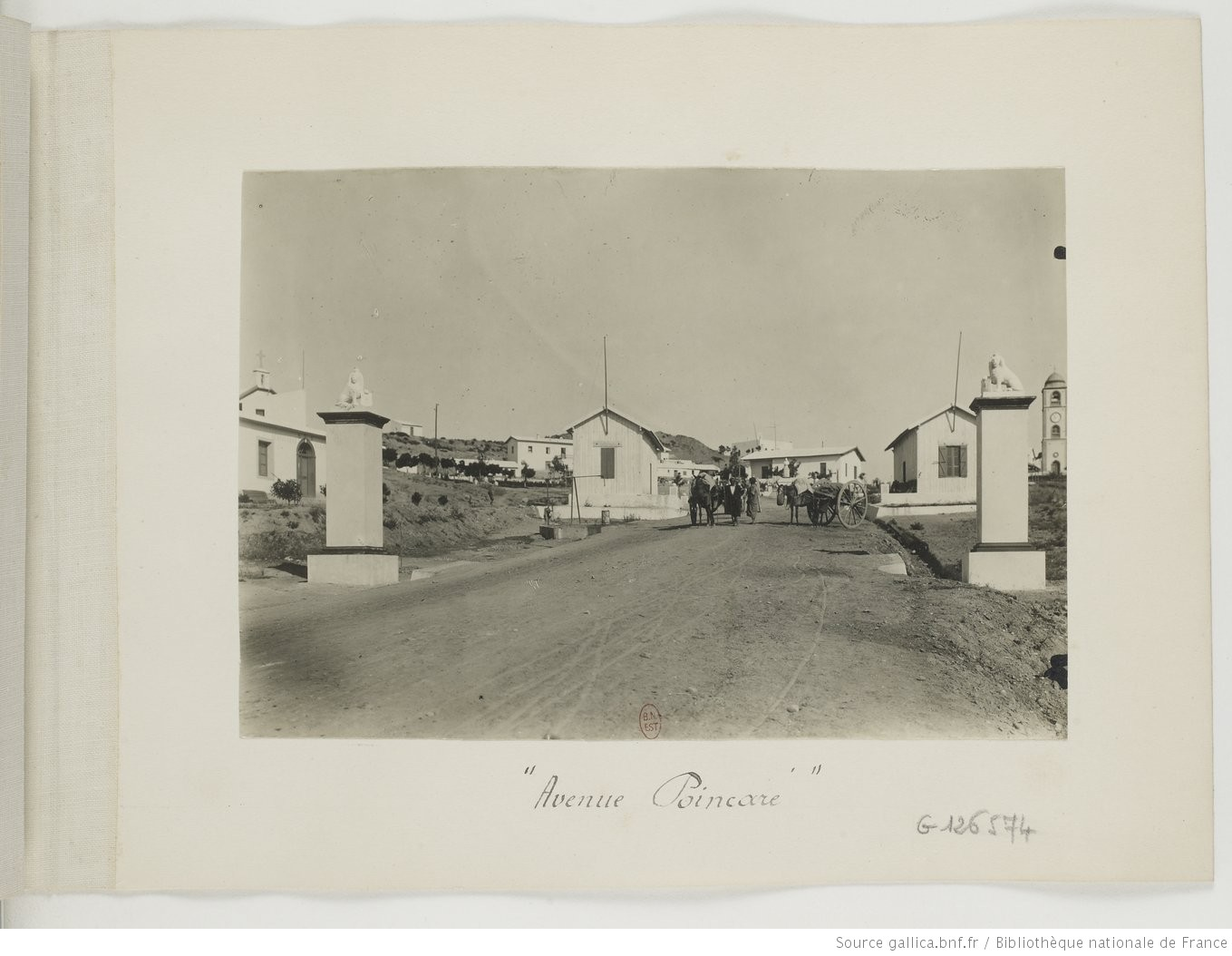
Rue principale du village minier. L’église est à gauche
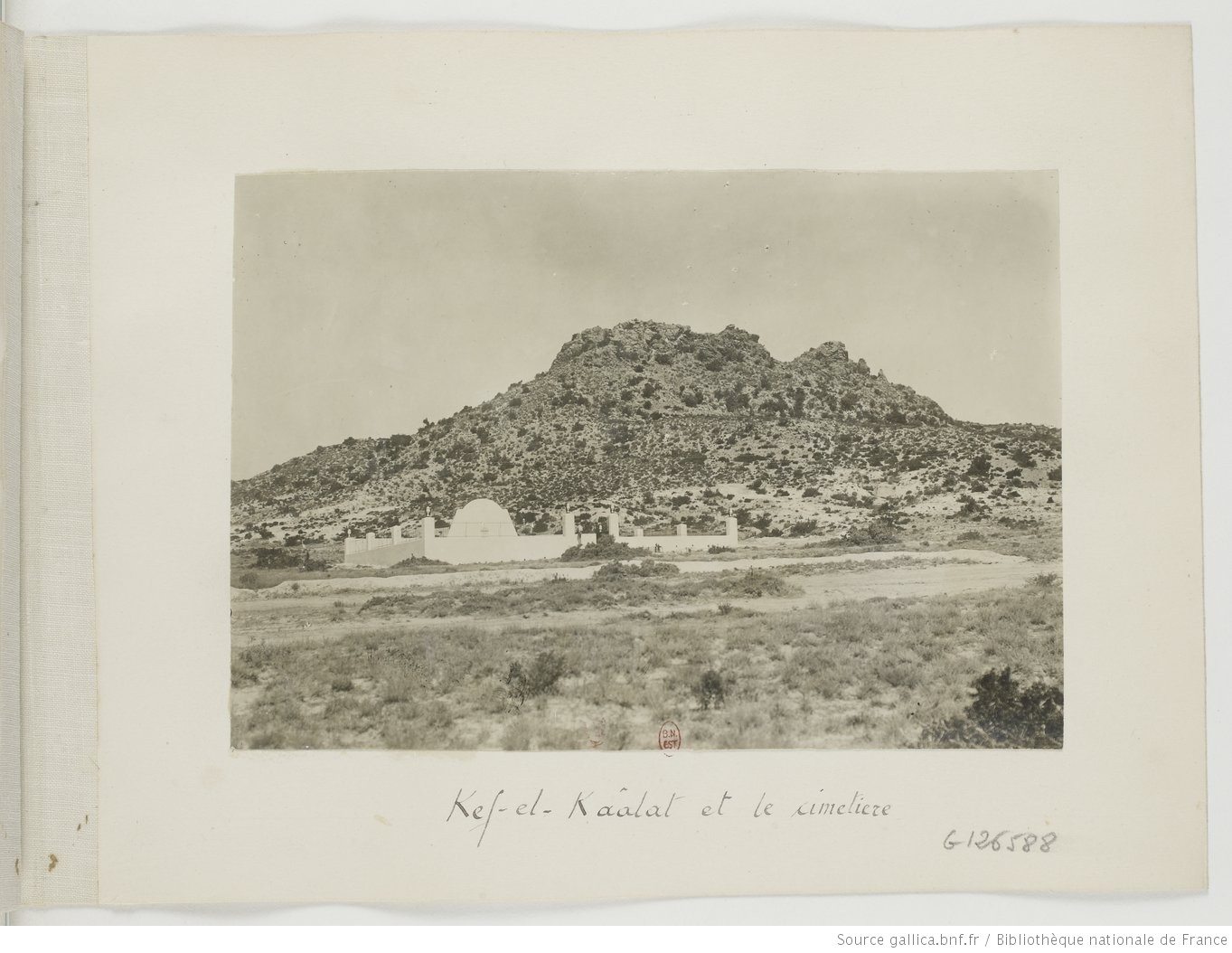
Cimetière chrétien de Djebel Trozza
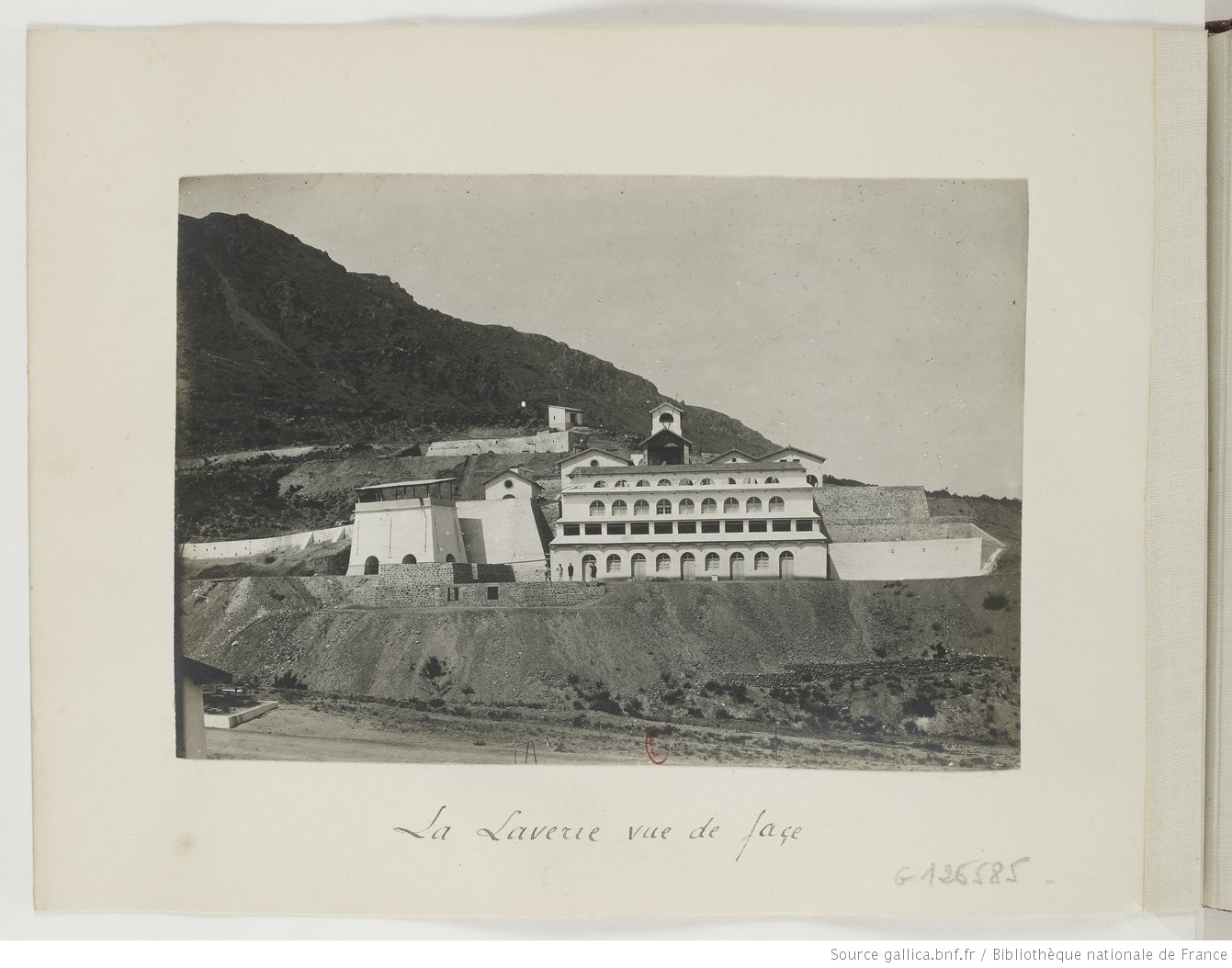
Laverie de Djebel Trozza